# Smrdljivi stršak
Smrdljivi stršak  ili vražje jaje (lat. Phallus impudicus) široko je rasprostranjena i prepoznatljiva gljiva ponajprije zbog svog jakog i neugodnog mirisa kao i karakterističnog falusoidnog oblika. Često se susreće u vlažnim listopadnim ili crnogoričnim šumama, ili na njenim rubovima od proljeća pa do jeseni. Neugodan se miris može osjetiti i sa velike udaljenosti. U stadiju jajeta gljiva se smatra jestivom, dok su zreli primjerci cijenjeni kao lijek za razne  bolesti, prije svega u baltičkim zemljama te Rusiji i Ukrajini.

## Ljekovitost
Ova se neobična gljiva prije svega koristi za liječenje raka, tromboflebitisa, limfoedema, te kožnih bolesti. Potiče zacjeljivanje rana, koristi se i kod reume i podagre. Smatra se i djelotvornim afrodizijakom. U Latviji se od gljive proizvode i službeno priznati lijekovi.

### Knjige
Hobbs, C. Medicinal Mushrooms,Williams 1995.
Višnevskij, M. Lekarstvene gribi - boljšaja enciklopedija, Moskva 2014.
Filippova, I.A. Gribi celiteli, Moskva 2018.

### Periodika
Kuznecovs S. Kuznecova G: Phallus impudicus in treatment of Lewis lung carcinoma. XVT1 International Congress of Allergology and Clinical Immunology ICACI XVII, Sydney, P. 421, 2000.
Kuznecovs S, Jegina K, Kuznecovs I and Kuznecova G: Phallus impudicus in thromboembolic disease prevention in cancer. Abstracts of the 16th MASCC International Symposium Miami Beach, FL, P . 379, 2004.
Kuznecovs, S. Jegina, Phallus impudicus: From Folk Medicine to Supportive Cancer Care INTERNATIONAL JOURNAL OF MEDICINAL MUSHROOMS. 2007, VOL 9; NUMB 3/4, P. 263
Kuznecovs S., Jegina K., Phallus Impudicus as a Possible Antidepressant of Macrophage Cytotoxicity in Tumour Carriers. European Journal of Haematology, No59 Vol 57, DP005 1996.
Kuznecovs S., Jegina K., Kuznecova G.  Phallus impudicus in nutrition for cancer pain adjuvant control after palliative radiotherapy. 15th MASCC International Symposium. Supportive Care in Cancer. 2003 103.P.415.
Kuznecovs S., Jegina K., Kuznecova G., Phallus Impudicus in Thromboembolic Disease Prevention in Cancer. ' 16th MASCC International Symposium. Supportive Care in Cancer.2004 A-43. P.379
Kuznecovs S., Kuznecova G., Phallus Impudicus in thromboprophylaxis in breast cancer patients undergoing chemotherapy and hormonal treatment. The Breast, Volume 16, Supplement 1, March 2007. S56 P. 151.
Kuznecovs S., Jegina K., Kuznecova G.  Phallus impudicus Prolongs Survival Time of Patients With Advanced Cancer in a Prospective Long-Term Epidemiological Cohort Study. Supportive Care in Cancer. 2006, Vol. 14. Nr. 6 June 2006, 09-063,P.616
Kuznecovs S., Jegina K., Experimental Assessment of Succus Phalli Impudici Applying Possibilities in Cancer Therapy and Prevention. Suppl. 5 to Volume 5 of Annals of Oncology, March 1994. N 111, P. 96
Phallus impudicus in supportive care of lymphedema following mastectomy and postoperative radiation.
G.Kuznecova, K.Jegina, S.Kuznecovs, I.Kuznecovs., Supportive Care in Cancer.  Vol. 15. Nr. 6, p.749. (2007)
Phallus impudicus could decrease the risk of venous thrombosis in breast cancer patients.
Kuznecova G., Jegina K., Kuznecovs S., Kuznecovs I., Supportive Care in Cancer.Vol.17 Nr.7, 2009, 17:857-1039, 05-037, p.887
Vyacheslav, B., Alexey, B., Aliaksandr, A., Morox, V. (2019). Polysaccharides of Mushroom Phallus impudicus Mycelium: Immunomodulating and Wound Healing Properties. Modern Food Science and Technology 35(9):30-37

## Vanjske poveznice
https://www.dnevno.hr/planet-x/jedan-od-najodvratnijih-organizama-na-svijetu-zivi-i-u-hrvatskoj-ne-zna-se-sto-je-gore-miris-ili-izgled-2228733/